# Luče, Grosuplje
Luče este o localitate din comuna Grosuplje, Slovenia, cu o populație de 276 de locuitori.